# Кокоулята
 Кокоулята  — деревня в Шабалинском районе Кировской области. Входит в состав Ленинского городского поселения.

## География
Расположена на расстоянии примерно 16 км по прямой на северо-восток от райцентра поселка Ленинское.

## История
Известна с 1873 года как починок Галашевской или Кокоулята, где дворов 4 и жителей 40, в 1905 (Вновь Галашовский или Кокоулята) 12 и 84, в 1926 (деревня Большие Коковылята) 15 и 81, в 1950 (Кокоулята) 28 и 90, в 1989 14 жителей. В 1950-е годы работал колхоз «Прожектор».

## Население
Постоянное население составляло 7 человек (русские 100%) в 2002 году, 4 в 2010.